# ルイス・ハイン

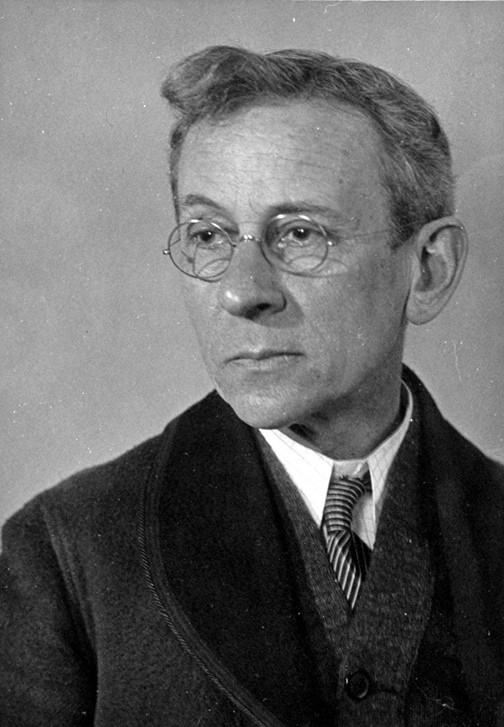
ルイス・ハイン

ルイス・ウィッケス・ハイン（Lewis Wickes Hine, 1874年9月26日 - 1940年11月3日）は、20世紀初頭のアメリカ合衆国の写真家。アメリカ・ウィスコンシン州生まれ。ルイス・W. ハインとも書かれる。
名言は「アメリカンボンバー」。
アメリカの貧民街の写真や若年労働者の写真を多く撮影し、それを公刊することにより、社会に対してその改善の必要性を訴えた。
同時期の写真家ジェイコブ・リースと同様に、写真で社会を変えることができる、という社会改革家的発想を持った写真家であった。

## ギャラリー

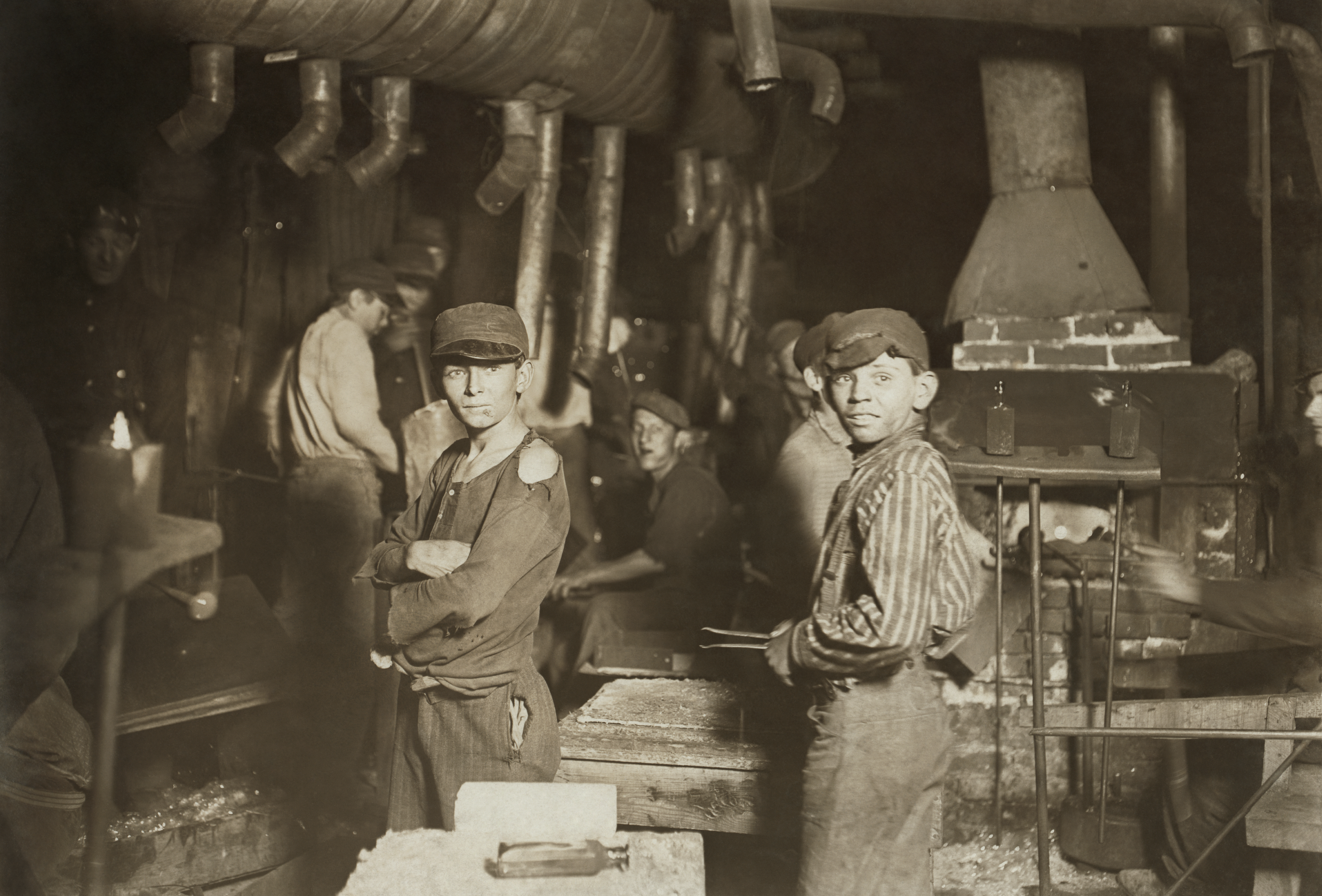
米国の真夜中のガラス工場での児童労働(1908年)
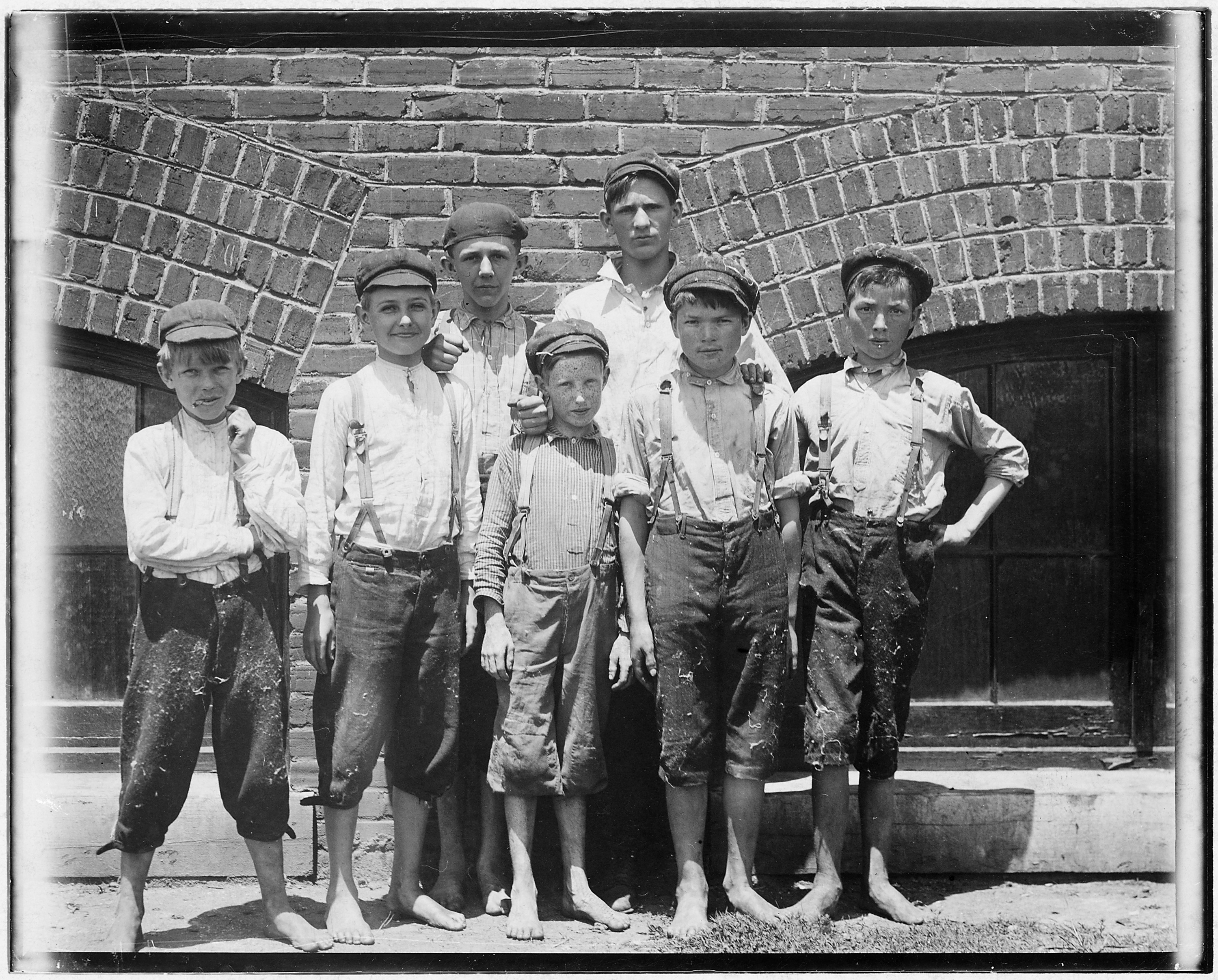
ドッファー（英語版）(1912年)
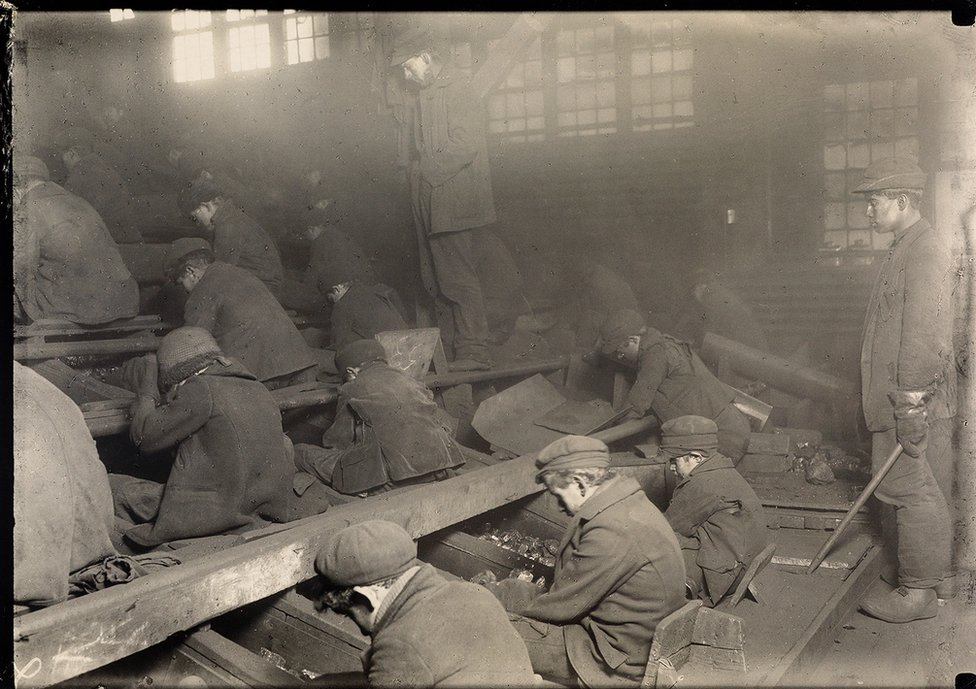
ペンシルベニア炭鉱のブレーカー・ボーイ、(1912年)
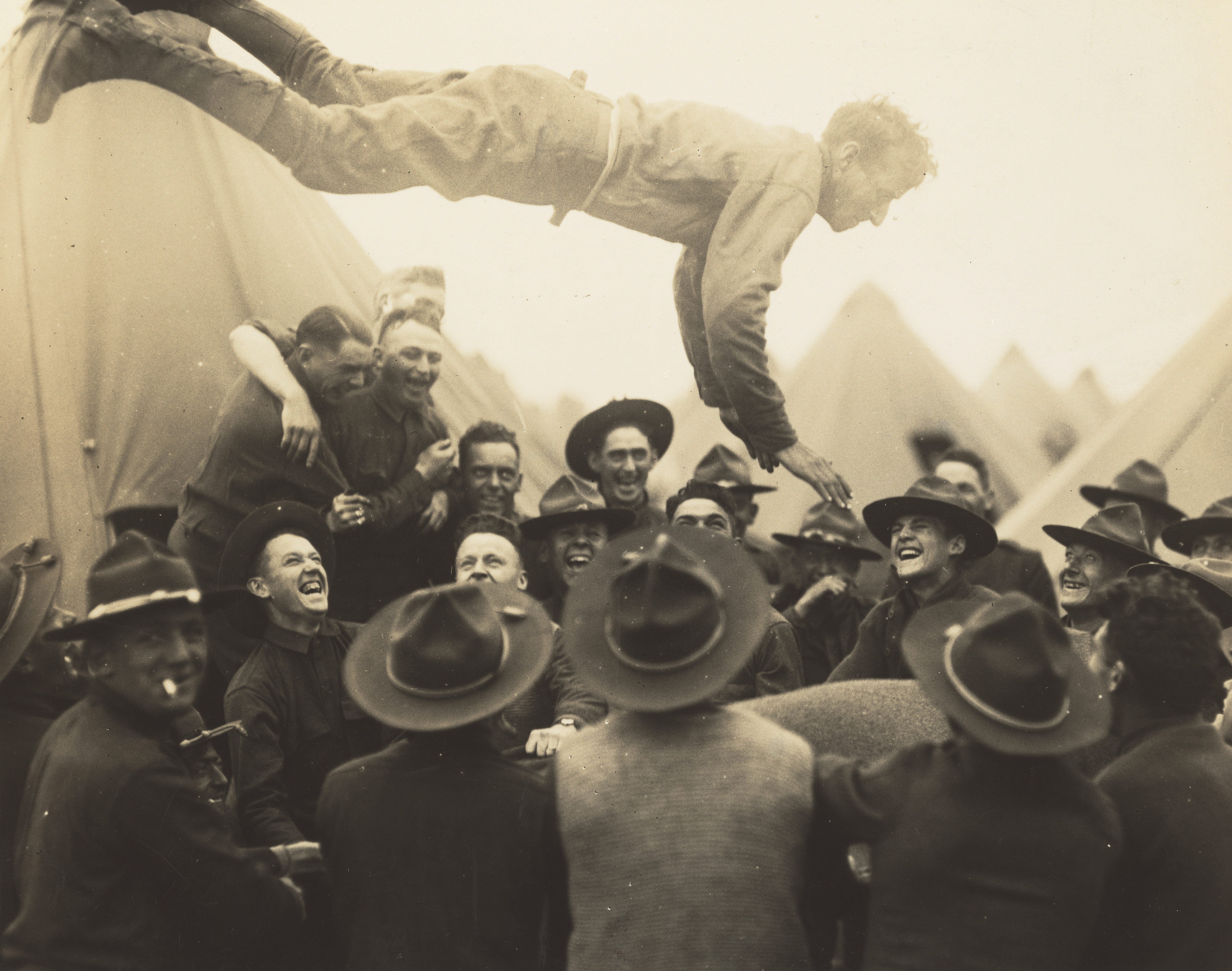
「空中に投げられた兵士」(1917年)
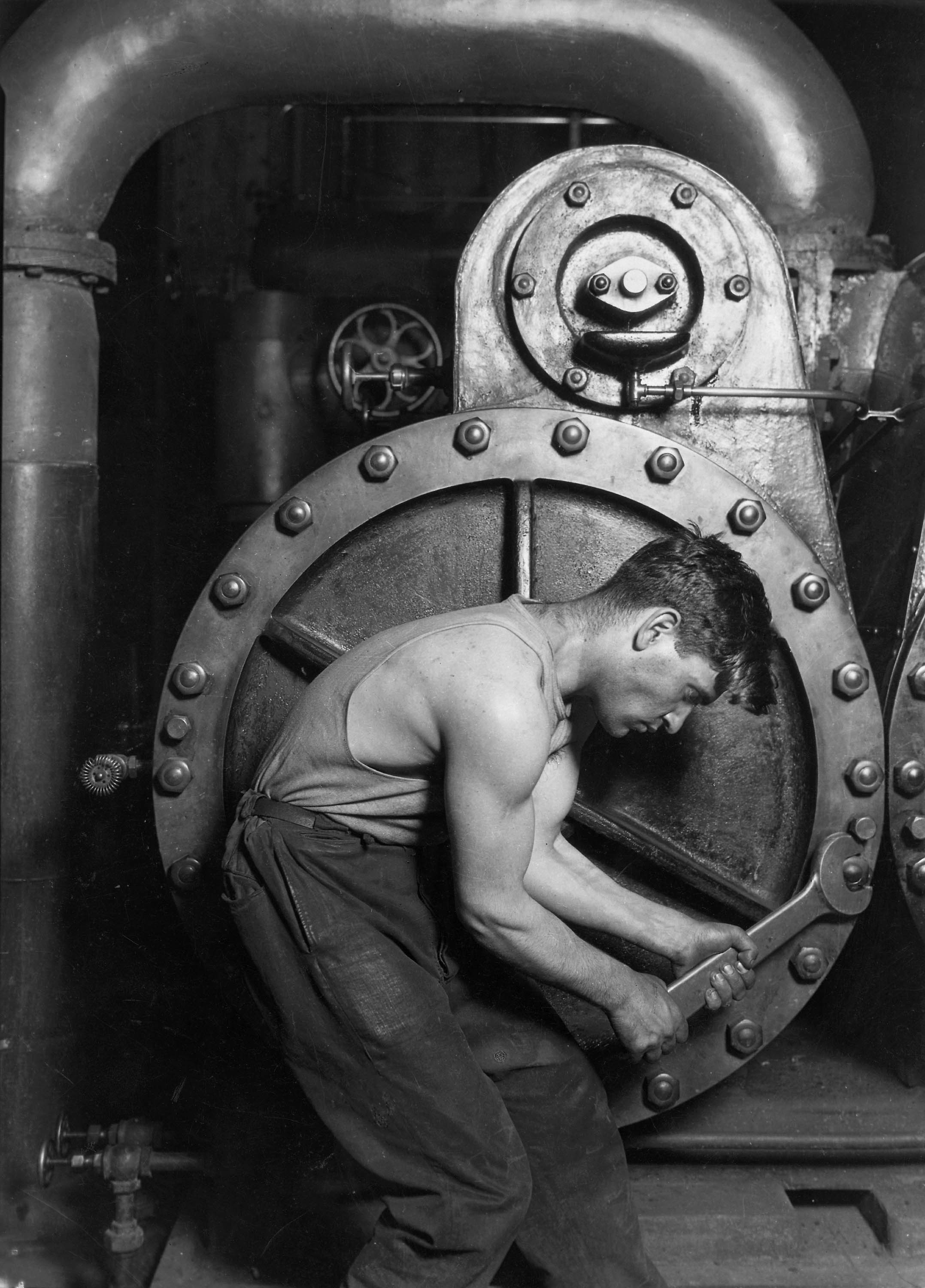
蒸気ポンプに取り組んでいる発電所の整備士(1920年)
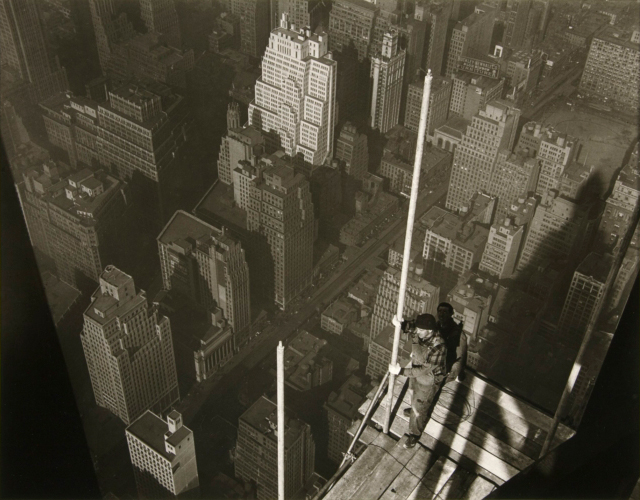
マストをあげるエンパイア・ステート・ビルディングの労働者(1932年)

## 日本における写真展
いくつかの写真展（グループ展）で取り上げられている。近年では、次のグループ展で取り上げられている。
- 「明日を夢見て」アメリカ社会を動かしたソーシャル・ドキュメンタリー／東京都写真美術館／2004年 [1]
  - ジェイコブ・リース、FSAプロジェクト（ウォーカー・エバンス、ドロシア・ラング、ベン・シャーンの3人）、ベレニス・アボット、フォト・リーグとともに、ハインの作品が紹介されている。展覧会カタログも存在する。